# Goofy's Sky School
Goofy’s Sky School est un parcours de montagnes russes de type Wild Mouse du parc Disney California Adventure de Disneyland Resort à Anaheim en Californie. Le 25 avril 2011, la presse annonce l'ouverture de l'attraction pour le 3 juin 2011.

## Le concept
L'attraction est une transformation du thème sur le personnage de Dingo et d'une école d'aviation. Elle a remplacé l'attraction Mulholland Madness qui avait pour thème la rue de Los Angeles, célèbre pour ses sinuosités.

## L'attraction
Cette attraction bénéficie du système FastPass
- Ouverture : 3 juin 2011
- Conception : Walt Disney Imagineering et Mack Rides
- Nombre de véhicules : 11
  - Passagers par véhicule : 4
  - Véhicules sur les rails : 10
- Longueur : 365,7 m
- Inversion : 0
- Vitesse max. : 43 km/h
- Durée : 1 min 30 s
- Taille minimale requise pour l'accès : 1,06 m
- Type d'attraction : Wild Mouse
- Situation : 33° 48′ 23″ N, 117° 55′ 23″ O